# Agnes Vanderburg

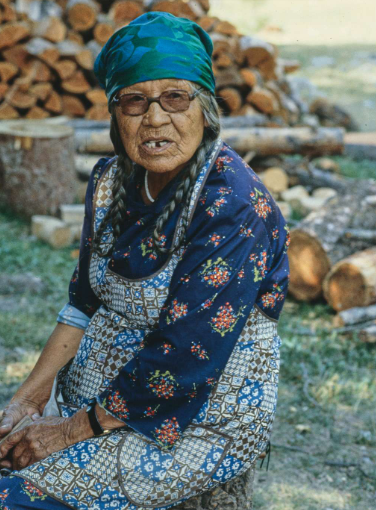
Agnes Vanderburg 1979

Mary Agnes Vanderburg (* 1901 beim Valley Creek; † 1989) war eine US-amerikanische indianische Kulturvermittlerin, Übersetzerin und  Autorin. Sie gehörte den Salish-Indianern im Flathead-Reservat im US-Bundesstaat Montana an.

## Leben
Agnes Vanderburg wurde in Valley Creek bei Arlee geboren.
1920 heiratete sie Jerome Stanislaus Vanderburg (1890–1974), mit dem sie fünf Kinder bekam und einen Rinderbauernhof südlich von Arlee betrieb.
Nach dem Tod ihres Mannes gründete sie Mitte der 1970er Jahre in Valley Creek nahe Arlee ihr „Kulturcamp“ (Culture Camp). In dem Sommerlager mit Tipis, Zelten und Campingwagen vermittelte sie jeden Sommer traditionelle indianische Techniken, Kulturwerte und Erzählungen sowie ihre Sprache Montana-Salish (Séliš). Weitere Laienlehrer und Stammesälteste schlossen sich ihr an. Das Camp wurde jährlich von rund 100 überwiegend jugendlichen Teilnehmern besucht.
Vanderburgs Sommerzeltlager stand Indianern und Nichtindianern gleichermaßen offen und war kostenlos. Sie lehnte es ab, die Teilnahme auf Stammesmitglieder zu beschränken. Ebenso lehnte sie die Einrichtung eines Grundwasserbrunnens ab. Auch Strom gab es nicht. Das Zeltlager wurde nicht beworben, war in Amerika aber weit über die Region hinaus bekannt.
Ihr Zeltlager wurde als Modell für die indianische Kultur- und Spracherziehung betrachtet.
Sie arbeitete mit dem 1975 gegründeten Salish-Kulturausschuss der indianischen Reservatsregierung (Confederated Salish and Kootenai Tribes of the Flathead Nation) zusammen und beteiligte sich an der Produktion mehrerer Lehrfilme und Tonaufnahmen. Außerdem verfasste sie Bücher mit traditionellen Erzählungen ihres Stammes. Ihr Video Coming back slow über die Bedeutung der indianischen Sprach- und Kulturbewahrung wurde erst 1995 nach ihrem Tod veröffentlicht.
1983 erhielt Vanderburg die Auszeichnung Montana Governor's Arts Award in der Kategorie Folk & Traditional Art (Folklore und traditionelle Kunst). Auch die Smithsonian Institution anerkannte ihre Leistungen.
Das Sommerzeltlager wird als „Agnes Vanderburg Camp“  heute vom Salish Kootenai College im Kursprogramm Native American Studies angeboten.